# Odensaari
Odensaari är en herrgård i Masku belägen väster om Masku ås nedersta lopp. Den är ett frälsesäte och tidigare fideikommiss. 
Under medeltiden bildade Odensaari och halvön Taipale en särskild ö skild av sundet Rikkemarauma från ön Kelhoinen och fastlandet i öster. Förleden i namnet Odensaari kommer från det finska ordet Oksi (genitiv Ohden) som betyder björn, ett i finska hedniska föreställningar centralt djur. Med efterleden blir betydelsen av namnet Björnön. Strax norr om gården ligger också Karhuvuori (Björnberget).
Odensaari gårds historia är den längsta kända i Finland.
Inledningen skedde år 1229 med en påvlig bekräftelse på det finska stiftets besittning av de forna hedniska lundar och gudahus som nyomvända frivilligt hade gett åt kyrkan. År 1232 bekräftade påven biskop Tomas gåva av jordlotten Lunda med Taipale i Masku till sin kyrkoherde Wilhelm i Nousis. Detta följdes av nya stadfästelser till Wilhelm och hans ättling Ville under de följande hundra åren och år 1351 en slutlig stadfästelse av donationen genom biskop Tomas Johannis i Växjö.
Villes barn och barnbarn kan därefter följas sporadiskt under de följande hundra åren till det arvsskifte som skedde 1450 mellan Kristina Jönsdotter och brodern väpnaren Järl Jönsson  efter deras morföräldrar på Villilä gård i Masku.  Järls ättlingar kan följas under resten av medeltiden till en Olof Järlsson. I en dom 1587 om arvet efter honom sägs att han ägde 321 marker jord fast frälse i Odensaari. Han ärvdes av två döttrar och det är mellan deras ättlingar som arvsförlikningen ingicks. Efter arv i ytterligare två generationer kom Odensaari till ätten Carpelan genom gifte mellan Anna Larsdotter Stiernkors och majoren Lars Carpelan. Deras son häradshövdingen Carl Carpelan var som en följd av reduktionen tvungen att sälja gården men han sålde den till sin farbror Krister. Gården var efter Stora nordiska kriget inte längre sätesgård utan pantsatt för att år 1754 säljas ur släkten. Carls son generallöjtnanten, friherre Wilhelm Carpelan köpte Odensaari 1764 och stiftade den 1780 som huvuddel i ett fideikommiss för sin brorson, överstelöjtnanten Carl Efraim Carpelan. Efter honom var gården fideikommiss för dennes ättlingar till år 1931 då fideikommissen upplöstes. Gården stannade dock kvar i ättens ägo. Efter en brand uppfördes en ny huvudbyggnad år 1967.